# Allgäu Comets
| Ewige GFL Bilanz | Ewige GFL Bilanz | Ewige GFL Bilanz | Ewige GFL Bilanz | Ewige GFL Bilanz | Ewige GFL Bilanz | Ewige GFL Bilanz | Ewige GFL Bilanz | Ewige GFL Bilanz | Ewige GFL Bilanz | Ewige GFL Bilanz | Ewige GFL Bilanz |
| Jahr             | Gesamt           | Gesamt           | Gesamt           | Heim             | Heim             | Heim             | Ausw.            | Ausw.            | Ausw.            | TD-Verhältnis    |                  |
| Jahr             | S                | N                | U                | S                | N                | U                | S                | N                | U                | TD-Verhältnis    |                  |
| ---------------- | ---------------- | ---------------- | ---------------- | ---------------- | ---------------- | ---------------- | ---------------- | ---------------- | ---------------- | ---------------- | ---------------- |
| 1985             | 5                | 8                | 1                | 3                | 4                | 0                | 2                | 4                | 1                | 190 : 275        |                  |
| 1986             | 6                | 3                | 1                | 3                | 1                | 1                | 3                | 2                | 0                | 190 : 74         |                  |
| 1987             | 7                | 3                | 0                | 4                | 1                | 0                | 3                | 2                | 0                | 172 : 138        |                  |
| 1988             | 6                | 4                | 0                | 4                | 1                | 0                | 2                | 3                | 0                | 169 : 87         |                  |
| 1989             | 4                | 8                | 0                | 2                | 4                | 0                | 2                | 4                | 0                | 102 : 175        |                  |
| 1990             | 8                | 3                | 1                | 5                | 0                | 1                | 3                | 3                | 0                | 215 : 159        |                  |
| 1991             | 6                | 7                | 1                | 4                | 3                | 0                | 2                | 4                | 1                | 246 : 297        |                  |
| 1992             | 3                | 8                | 0                | 3                | 4                | 0                | 3                | 4                | 0                | 247 : 329        |                  |
| 1993             | 3                | 8                | 1                | 3                | 3                | 1                | 2                | 5                | 0                | 290: 268         |                  |
| 1994             | 1                | 13               | 0                | 0                | 7                | 0                | 1                | 6                | 0                | 67 : 366         |                  |
| 2014             | 6                | 8                | 0                | 3                | 4                | 0                | 3                | 4                | 0                | 464:442          |                  |
| 2015             | 12               | 2                | 0                | 7                | 0                | 0                | 5                | 2                | 0                | 527:218          |                  |
| 2016             | 8                | 6                | 0                | 4                | 3                | 0                | 4                | 3                | 0                | 492:340          |                  |
| 2017             | 6                | 8                | 0                | 3                | 4                | 0                | 3                | 5                | 0                | 307:428          |                  |
| 2018             | 8                | 6                | 0                | 4                | 3                | 0                | 4                | 3                | 0                | 403:488          |                  |
| 2019             | 5                | 9                | 0                | 3                | 4                | 0                | 2                | 5                | 0                | 263:406          |                  |
| Gesamt           | 99               | 103              | 5                | 57               | 46               | 3                | 45               | 56               | 1                | 4344 : 4490      |                  |

Die Allgäu Comets (bis 1993 Kempten Comets) sind ein American-Football-Team aus Kempten (Allgäu) in Bayern. Die Comets spielen seit der Saison 2014 in der German Football League, der höchsten deutschen Spielklasse.

## Geschichte
Im Jahr 1982 wurde der Footballverein Kempten Comets durch den ehemaligen Lehrer Erich Grau aus Ansbach gegründet. Zu Beginn trafen sich einige Sportler zweimal die Woche, um unter der Anleitung des ersten Coachs Mike Romans zu trainieren.
Aus den amerikanischen Kasernen in Memmingen und Augsburg erhielten die Comets Unterstützung durch dort stationierte Soldaten. In dieser Zeit schaffte der Verein Erfolge bis hin zum Viertelfinale um die deutsche Meisterschaft und den zweiten deutschen Jugendmeister.
Nach zwei knapp verpassten Aufstiegen 2009 und 2010 aus der Regionalliga Süd in die GFL2 konnte man dieses Ziel 2011 mit dem Motto „Wenn nicht jetzt, wann dann?“ erfüllen.
2012 ging man mit dem Bestreben, den Klassenerhalt in der 2. Bundesliga zu schaffen, in die Saison. Dieses Ziel wurde mit dem 1. Platz deutlich übertroffen. Hierbei konnte man sich mit einem Zuschauerschnitt von 1871 Zuschauern unter den fünf zuschauerreichsten Footballvereinen Deutschlands etablieren.
In der Relegationsrunde 2012 mussten die Allgäu Comets gegen die Munich Cowboys antreten. Sowohl das Hin- als auch das Rückspiel verloren die Allgäu Comets und blieben somit in der GFL2.
In der Saison 2013 schafften die Comters den Wiederaufstieg in die GFL mit nur einer Niederlage. In der Relegation besiegte man die Wiesbaden Phantoms. Die bislang erfolgreichste Saison gelang ihnen dann 2015, als die Comets mit nur einer Niederlage Vizemeister der GFL Süd wurden und erst im Halbfinale der Play-offs gegen den späteren deutschen Meister, die New Yorker Lions, ausschieden. Außerdem nahm man zum ersten Mal überhaupt an einem europäischen Turnier, der European Football League (EFL) teil, in der man erst im Finale gegen die Kiel Baltic Hurricanes verlor. Aber auch die 2. Mannschaft wurde 2015 in einer Perfect Season ungeschlagen Meister in der Landesliga und stieg damit ab 2016 in die Bayernliga auf.
Zum Saisonstart 2017 wurde zum ersten Mal eine Damen-Tackle-Mannschaft für die Football-Bundesliga (Damen) gemeldet. In der Saison 2019 verfügen die Allgäu Comets Kempten e. V. über folgende Abteilungen: U15-Flagfootball 9vs9, U15-Tackle 9vs9, U19-Tackle 11vs11, U19-Flagfootball 5vs5, Comets Ladies, Comets II (Varsity Team, Comets Herrenmannschaft)
In der Saison 2022 wiederholte das Herrenteam seinen bisher größten Erfolg und zog nach einem Sieg über die New Yorker Lions ins Halbfinale um die deutsche Meisterschaft ein, wo sie am späteren Meister, den Schwäbisch Hall Unicorns scheiterten.  Ein Jahr später trafen sie erneut im Viertelfinale auf die Lions aus Braunschweig und mussten sich nach zweimaliger Verlängerung geschlagen geben.

## Titel
- 1984 Meister 2. Bundesliga Süd
- 1995 Meister Oberliga Bayern
- 1996 Meister Bayernliga
- 1997 Meister Regionalliga Süd (kein Aufstieg)
- 2000 Meister Regionalliga Süd (Aufstieg in die 2. Bundesliga)
- 2007 Meister Bayernliga mit einer „Perfect Season“
- 2011 Meister Regionalliga Süd
- 2012 Meister GFL2 Süd (2. Bundesliga)
- 2013 Meister GFL2 Süd (Aufstieg in die 1. Bundesliga)
- 2015 Vizemeister GFL Süd, Vizemeister EFL

### Allgäu Comets II
- 2015 Meister Landesliga Bayern

## Stadion
Der Verein spielt im Illerstadion Kempten, einem Naturrasenplatz mit einer Zuschauerkapazität von 4.500.
| Saison | Zuschauer gesamt | Heimspiele | Schnitt |
| ------ | ---------------- | ---------- | ------- |
| 2012   | 13.100           | 7          | 1.871   |
| 2013   | 16.300           | 8          | 2.038   |
| 2014   | 14.500           | 7          | 2.071   |
| 2015   | 15.500           | 8          | 1.938   |
| 2016   | 11.980           | 7          | 1.711   |
| 2017   | 7.408            | 7          | 1.058   |
| 2018   | 8.698            | 7          | 1.243   |
| 2019   | 6.376            | 7          | 911     |

Quelle: German Football League

## Ehrungen
2011, 2012 und 2013 wurden die Allgäu Comets dreimal in Folge als Mannschaft des Jahres durch die Stadt Kempten ausgezeichnet.
Ebenfalls 2012 und 2013 wurden die Allgäu Comets zum Verein des Jahres vom American Football Verband Deutschland ausgezeichnet.

## Jugendteam
Bereits seit Mitte der 1980er Jahre betreiben die Comets eine erfolgreiche Jugendarbeit. Damals noch in der 1. Bundesliga war Jugendarbeit eine der Bedingungen, um die Lizenz für die Bundesliga zu erhalten. Der größte Erfolg der Jugend in dieser Zeit war 1989 die deutsche Vizemeisterschaft. Im Spiel in Nürnberg unterlagen die jungen Comets nur knapp der Mannschaft der Berlin Adler. In den darauffolgenden Jahren konnten einige Titel auf bayerischer Ebene gefeiert werden, zuletzt konnte die U19 2017 den Titel des bayerischen Meisters erreichen.

## Damenteam
Die Allgäu Comets Ladies debütierten 2017 in der 1. Damenbundesliga (DBL), stiegen jedoch nach einer sieglosen Saison in die 2. Bundesliga (DBL2) ab.
In der darauffolgenden Saison verbesserten sie ihre Leistung und qualifizierten sich mit dem Erreichen des zweiten Gruppenplatzes für das Viertelfinale der Play-offs. Dort mussten sie sich allerdings den späteren Titelträgerinnen der Stuttgart Scorpions Sisters geschlagen geben.
2019 konnten die Comets Ladies erstmals die Mehrheit ihrer Spiele gewinnen und qualifizierten sich erneut für die Play-offs. Während die Viertelfinalpartie zu ihren Gunsten strafgewertet wurde, da die Mainz Golden Eagles Ladies nicht antraten, konnten sie anschließend im Halbfinale gegen die Spielgemeinschaft der Crailsheim Hurricanes Ladies und Red Knights Tübingen Ladies ihr Können zeigen und setzten sich mit 34:6 durch. Im Finale gegen die Braunschweig Lady Lions schein es zunächst so, als ob die Comets Ladies den Meistertitel der DBL2 gewinnen können, da sie nach dem dritten Viertel mit 20:14 führten. Im letzten Viertel gelang den Braunschweigerinnen allerdings noch ein weiterer Touchdown mit rettender Two-Point-Conversion zum Sieg.
Nachdem die Saison 2020 aufgrund der COVID-19-Pandemie abgesagt wurde, konnte 2021 der Spielbetrieb in kleinerem Rahmen wieder aufgenommen werden. Dies bedeutete zum einen, dass die Teams weniger Spiele vor sich hatten und zum anderen, dass es keine Play-offs geben wird. Ihre zwei absolvierten Spiele beendeten die Comets Ladies mit einem Sieg und einem Unentschieden.
Die Saison 2022 wurde zwar wieder mit vollständigem Spielplan, jedoch erneut ohne Play-offs durchgeführt. Mit fünf von sechs gewonnenen Spielen konnten die Comets Ladies ihren ersten Gruppensieg feiern.
Ein Jahr später konnten sie diese Leistung wiederholen und qualifizierten sich damit erneut für die wieder stattfindenden Play-offs. Im Halbfinale verloren sie allerdings mit 6:35 gegen die Schwäbisch Hall Unicorns Women.
| Jahr   | Liga   | Platz                               | S                                   | N                                   | U                                   | P+                                  | P−                                  | Play-offs |
| ------ | ------ | ----------------------------------- | ----------------------------------- | ----------------------------------- | ----------------------------------- | ----------------------------------- | ----------------------------------- | --- |
| 2017   | DBL    | 4.                                  | 0                                   | 6                                   | 0                                   | 12                                  | 288                                 | – |
| 2018   | DBL2   | 2.                                  | 3                                   | 3                                   | 0                                   | 206                                 | 153                                 | VF Niederlage: Stuttgart Scorpions Sisters (0:56)                                                                               |
| 2019   | DBL2   | 2.                                  | 6                                   | 2                                   | 0                                   | 342                                 | 138                                 | VF Sieg: Mainz Golden Eagles Ladies (20:0) HF Sieg: SG Crailsheim/Tübingen (34:6) F Niederlage: Braunschweig Lady Lions (20:22) |
| 2020   | DBL2   | Saison abgesagt (COVID-19-Pandemie) | Saison abgesagt (COVID-19-Pandemie) | Saison abgesagt (COVID-19-Pandemie) | Saison abgesagt (COVID-19-Pandemie) | Saison abgesagt (COVID-19-Pandemie) | Saison abgesagt (COVID-19-Pandemie) | Saison abgesagt (COVID-19-Pandemie)                                                                                             |
| 2021   | DBL2   | 2.                                  | 1                                   | 0                                   | 1                                   | 62                                  | 20                                  | keine Play-offs |
| 2022   | DBL2   | 1.                                  | 5                                   | 1                                   | 0                                   | 166                                 | 74                                  | keine Play-offs |
| 2023   | DBL2   | 1.                                  | 5                                   | 1                                   | 0                                   | 260                                 | 93                                  | HF Niederlage: Schwäbisch Hall Unicorns Women (6:35)                                                                            |
| 2024   | DBL2   | 2.                                  | 4                                   | 2                                   | 0                                   | 156                                 | 102                                 | VF Niederlage: Wiesbaden Phantoms Ladies (12:26)                                                                                |
| Gesamt | Gesamt | Gesamt                              | 24                                  | 15                                  | 1                                   | 1.204                               | 868                                 | Viertelfinale: 1-2 Halbfinale: 1-1 Finale: 0-1                                                                                  |

## Teams der Allgäu Comets
- Allgäu Comets (Tackle-Football, GFL)
- Allgäu Comets II (Tackle-Football, Landesliga)
- Allgäu Comets U19-Jugend 16–19 J. (Tackle- und Flagfootball, Bayernliga)
- Allgäu Comets U15-Jugend 13–16 J. (Tackle- und Flagfootball, Jugendleistungsliga)
- Allgäu Comets Ladies (Damen-Tackle-Football, 2. Bundesliga)
- Elements (Cheerleading)